# Mabel Cabrera
Mabel Cabrera Torres (Loja, Ecuador, 1972) es una actriz de teatro, cine y televisión ecuatoriana. 

## Trayectoria
Estudió en la Facultad de Artes de la Universidad Central del Ecuador, dándose a conocer por interpretar a Margarita Vargas alias La Colarada en la versión ecuatoriana de la comedia Dejémonos de Vainas, transmitida por Ecuavisa entre 1991 y 1998.
Tras dejar la serie y luego de una permanencia de varios años en Chile, en 2004 retorna a la actuación en la obra teatral El rabo de paja de la Anita Zuqillo, dirigida por Luis Miguel Campos y en donde interpreta al personaje de Charito, que posteriormente sería adaptada también a la televisión y luego al cine, bajo la dirección de Carl West.

## Obras
Teatro
- El pan (1991)
- El rabo de paja de la Anita Zuquillo (2004)

Televisión
- Dejémonos de Vainas (1991-1998)
- Las Zuquillo

Cine
- Zuquillo Exprés (2010)